# Garhwal
Garhwal är ett administrativt område (division) i den indiska delstaten Uttarakhand. Härifrån utgår Alaknanda, en av de större bifloderna till  Ganges.
Garhwal är indelat i sju distrikt.
| Distrikt                                                                                   | Karta (Garhwal i ljusgult) |
| ------------------------------------------------------------------------------------------ | -------------------------- |
| - Chamoli - Dehradun - Haridwar - Pauri Garhwal - Rudraprayag - Tehri Garhwal - Uttarkashi | Center                     |